# Poșare

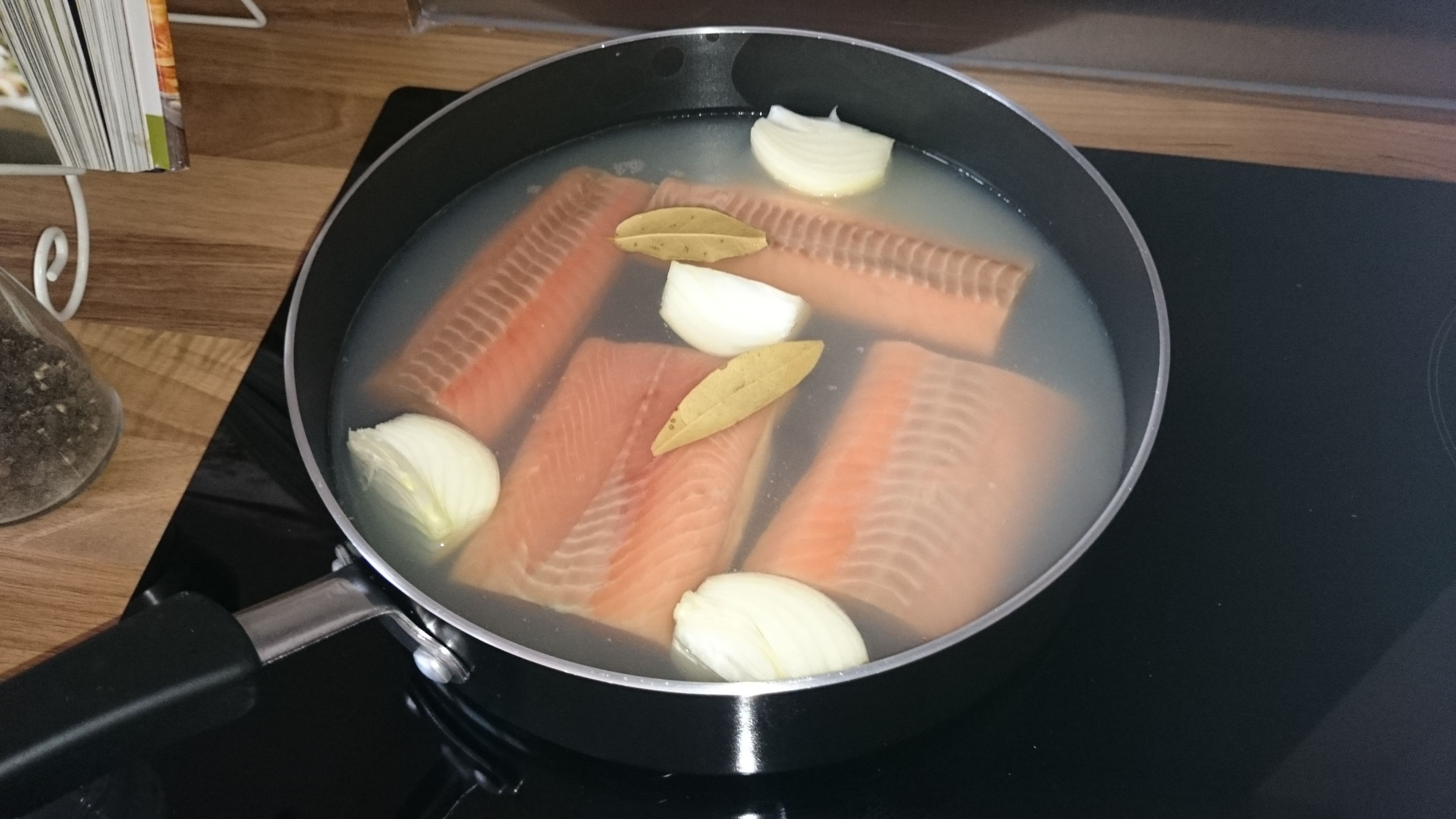
Somon poșat cu ceapă și foi de dafin

Poșarea este o procedură culinară care presupune încălzirea alimentelor scufundate într-un lichid, precum apă, lapte, fond sau vin. Poșarea se diferențiază de celelalte metode de gătit prin „căldură umedă”, precum fierberea, prin faptul că folosește o temperatură relativ mai scăzută (aproximativ 70–80 °C (158–176 °F)). Acest interval de temperatură este potrivit pentru alimente delicate, cum ar fi ouă, carne de pasăre, pește și fructe, care se pot destrăma sau usca cu ușurință folosind alte proceduri. Poșarea este adesea considerată o metodă sănătoasă de gătit deoarece nu folosește grăsimi pentru gătirea sau aromatizarea alimentelor.

## Variante

### Poșarea superficială

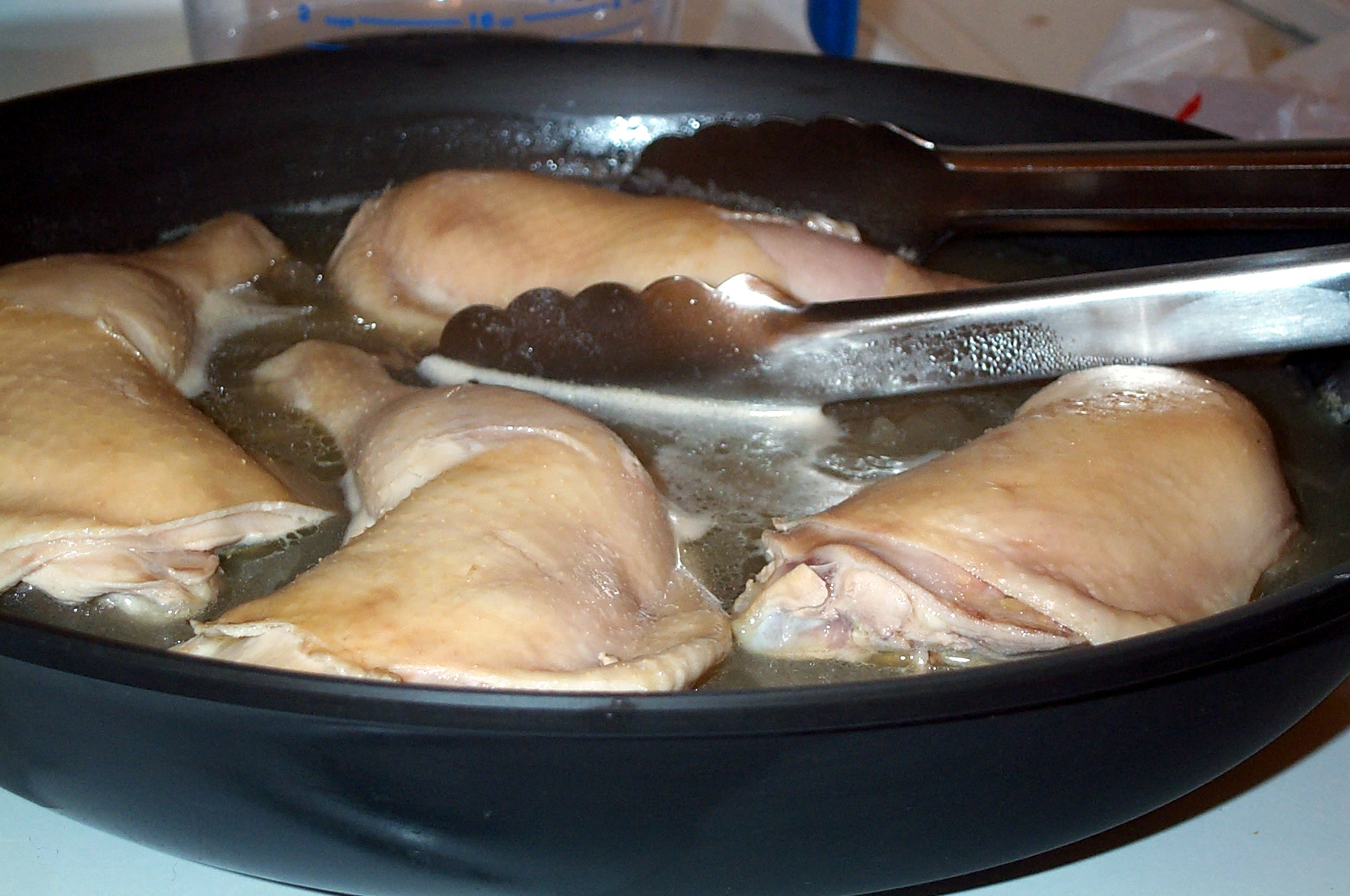
Pulpe de pui parțial scufundate într-o tigaie

Această metodă de gătit prin căldură umedă folosește un sautoir sau alt vas de gătit puțin adânc; căldura este transferată prin conducție de la tigaie, la lichid, la mâncare. Poșarea superficială este potrivită pentru bucăți de carne dezosată și natural fragedă, feliată sau tăiată cubulețe în porții individuale, roșie, de pasăre sau de pește.
Această preparare presupune ungerea interiorului tigăii cu unt și adăugarea de aromatice în tigaie. Alimentele care urmează să fie gătite sunt apoi așezate peste aromatice cu partea de prezentare în sus. Lichidul rece de poșat este turnat peste alimente până când produsul este parțial scufundat și apoi este încălzit. Lichidul nu trebuie lăsat niciodată să fiarbă, ci păstrat cât mai aproape de fierbere.
O tehnică mai contemporană de poșare superficială implică pungi de plastic fără BPA și este foarte convenabilă pentru bucătarul de acasă.

### Poșare volumică
Această tehnică este similară cu poșarea superficială, dar produsul este complet scufundat în lichid. În oala folosită pentru poșare trebuie încapă confortabil mâncarea, lichidul și aromaticele. De asemenea, trebuie să existe suficient spațiu pentru ca suprafața lichidului să poată fi degresată (curățată) pe tot parcursul gătitului. Un capac etanș poate ajuta la aducerea lichidului la temperatura optimă.

## Lichid de poșare
Lichidul de poșare folosește în mod tradițional un stock (fond), supă clară (supă de oase) sau court-bouillon care pot consta dintr-un acid (vin, suc de lămâie) și aromatice, cum ar fi ierburi și/sau condimente (spre exemplu, buchet garni și mirepoix), deși orice lichid aromat poate fi folosit la poșare. În mod ideal, lichidul ar trebui să fie în jur de 70–85 °C (158–185 °F), dar în poșare, puiul trebuie să atingă o temperatură internă de cel puțin 74 °C (165 °F) în miez, pentru a fi consumat în siguranță.
O cantitate semnificativă de aromă este transferată de la mâncare la lichidul de gătit și astfel se creează un stock. Pentru o aromă maximă, lichidul de gătit (stock sau cuisson) este de obicei redus și folosit ca bază pentru o supă sau un sos.
Ouăle poșate sunt în general gătite în apă și oțet, peștele în vin alb, carnea de pasăre în stoc și fructele în vin roșu.
Lichidul folosit pentru poșarea superficială se numește de obicei cuisson și poate fi redus și folosit ca bază pentru sosul articolului poșat.

## Preparare tipică
Poșarea permite proteinelor să se denatureze fără a scoate prea multă umiditate (dacă există) din alimente. Din acest motiv, este importantă mentinerea unei temperaturi scăzută și a unui timp minim de poșare, pentru a păstra aroma alimentelor.
De obicei, un ou este poșat până în punctul în care albușul nu mai curge, iar gălbenușul începe să se întărească pe margini. Crearea unui vârtej înainte de a arunca oul îl poate ajuta să rămână împreună în timpul poșării, înfășurând albușul în jurul gălbenușului.

## Comparație cu alte metode de preparare
Apa este un conductor relativ eficient de căldură, dar are, de asemenea, o limită destul de scăzută pentru temperatura potențială maximă (100 °C (212 °F) la nivelul mării). Ca atare, este o tehnică care se aplică unui spectru larg de metode și rezultate. Este folosită pentru prepararea alimentelor la o temperatură scăzută pe perioade lungi, în cazul sous-vide. De asemenea, este folosită pentru a crește rapid temperatura alimentelor, ca și în cazul blanșării .
Poșarea face parte dintr-o familie de metode de gătit prin căldură umedă, dar se separă deoarece este în primul rând folosită pentru alimente delicate, precum ouăle. Fierberea înăbușită folosește, în general, o temperatură mai înaltă pentru gătit și, deoarece înconjoară alimentele în apă care menține o temperatură mai mult sau mai puțin constantă, gătește alimentele uniform. Fierberea folosește cea mai ridicată temperatură absolută pentru apă și este cel mai puțin probabil să fie folosită în prepararea alimentelor delicate. 
Deși nu poate obține caramelizare, ceea ce pentru mulți este foarte de dorit, mulți consideră că nuanța delicată a așa-numitelor alimente „albe” este foarte plăcută. Poșarea este adesea confundată cu tocănirea, deoarece ambele tehnici implică gătirea prin fierbere înăbușită. Cu toate acestea, scopul poșării este de a găti păstrând forma și structura de bază a alimentelor, decât de a le înmuia, ca în cazul tocanei.